# Guatteria pannosa
Guatteria pannosa este o specie de plante angiosperme din genul Guatteria, familia Annonaceae, descrisă de Scharf și Paulus Johannes Maria Maas. Conform Catalogue of Life specia Guatteria pannosa nu are subspecii cunoscute.